# Muhammet Kurtuluş
Muhammet Ali Kurtuluş (* 29. August 1974 in Belgien) ist ein türkischer Fußballspieler von Sivasspor.

## Karriere
Seine Karriere begann Kurtuluş bei Sakaryaspor im Jahr 1998. In der Saison 1999/2000 war er bei Denizlispor tätig. Nach einem Jahr bei Denizlispor ging er zurück zu Sakaryaspor. Muhammets nächster Wechsel ging zu Çaykur Rizespor. Während der Zeit in Rize war er auf Leihbasis bei Sivasspor. 2004 verließ Muhammet Ali Kurtuluş Çaykur Rizespor und ging zu Sivasspor. In der Saison 2006/07 heuerte er bei Diyarbakırspor an. Im Sommer 2007 kehrte er erneut zu Sivasspor zurück. Kurtuluş war Freistoßspezialist. In der Spielzeit 2007/08 schoss er 11 Freistoßtore in der ersten Saisonhälfte. 
Er spielt überwiegend im zentralen Mittelfeld.
| Personendaten    | Personendaten             |
| ---------------- | ------------------------- |
| NAME             | Kurtuluş, Muhammet        |
| ALTERNATIVNAMEN  | Kurtuluş, Muhammet Ali    |
| KURZBESCHREIBUNG | türkischer Fußballspieler |
| GEBURTSDATUM     | 29. August 1974           |
| GEBURTSORT       | Belgien                   |